# Rezoluce Rady bezpečnosti OSN č. 1322
Rezoluce Rady bezpečnosti OSN č. 1322, kterou Rada bezpečnosti OSN schválila 7. října 2000, se odvolává na rezoluce 476 (1980), 478 (1980), 672 (1990) a 1073 (1996) a s politováním odsuzuje návštěvu Ariela Šarona na Chrámové hoře v Jeruzalémě a následné vypuknutí násilí, které vedlo ke smrti více než 80 palestinských Arabů.
Rada bezpečnosti byla znepokojena událostmi, které se odehrály od 28. září 2000, jež vedly ke zranění a úmrtí, převážně mezi palestinskými Araby. Zopakovala, že vyřešení konfliktu musí být založeno na rezolucích 242 (1967) a 338 (1973) mezi izraelskou a palestinskou stranou. V tomto ohledu podpořila blízkovýchodní mírový proces a zopakovala nutnost plného respektování všech svatých míst v Jeruzalémě.
Rezoluce s politováním odsoudila návštěvu Chrámové hory a následné násilí, které vypuklo na Izraelem okupovaných územích, včetně použití síly proti palestinským Arabům. Násilí, které bylo nejhorší za uplynulé roky, předznamenalo počátek druhé intifády. Rezoluce vyzvala Izrael, aby dodržoval své povinnosti podle čtvrté Ženevské úmluvy o ochraně civilistů ve válce, a aby neprodleně ukončil nepřátelské akce a vrátil se zpět k jednání. Rada bezpečnosti zdůraznila nutnost objektivního vyšetření nedávných událostí s cílem předejít jejich budoucímu opakování. Generální tajemník Kofi Annan byl požádán, aby Radu informoval o vývoji.
Rezoluci navrhla Malajsie a získala podporu řady evropských států. Původní verze rezoluce silně odsuzovala Izrael. Spojené státy, které se nakonec hlasování zdržely, však hrozily použitím práva veta, díky čemuž byl text rezoluce modifikován a Izrael nebyl explicitně kriticky zmíněn.